# Сан-Берту
Сан-Берту (порт. São Berto) — город и муниципалитет в Бразилии, входит в штат Сан-Паулу. Составная часть мезорегиона Ассис. Входит в экономико-статистический микрорегион Ориньюс. Население составляет 1800 человек на 2006 год.

## География
Климат местности: субтропический. В соответствии с классификацией Кёппена, климат относится к категории Cfb.